# Berden de Vries
Berden de Vries (Gieterveen, Aa en Hunze, 10 de març de 1989) és un ciclista neerlandès que competeix professionalment des del 2013. Actualment corre per l'equip Roompot-Nederlandse Loterij.

## Palmarès
- 2014
  - 1r a l'Olympia's Tour i vencedor d'una etapa